# Bellium
Bellium là một chi thực vật có hoa trong họ Cúc (Asteraceae).

## Loài
Chi Bellium gồm các loài: